# Тревизо (баскетбольный клуб)
«Тревизо Баскет» — итальянский баскетбольный клуб из города Тревизо, до 2012 года был известен под названием Бенеттон. Играет во второй по силе лиге Италии Серия А2. В прошлом один из сильнейших клубов Европы.

## О клубе
В 1954 году в городе Тревизо создается баскетбольная команда АБ Тревизо (Ассоциация Баскетбола). Команда особых успехов не снискала, вплоть до 1982 года, когда клуб покупает богатая семья Бенеттон и получает соответствующее название в честь владельца. С этого момента начинается подъём команды как в Италии так и в Европе. В 2012 году главный спонсор Benetton Group покинул команду, все попытки оставить клубу название Бенеттон остались безуспешны, команду отправили в низшую лигу. На данный момент коллектив играет во второй по силе лиге Серия А2.

## Титулы
- Чемпион Италии (5 раз): 1992, 1997, 2002, 2003, 2006
- Кубок Италии (8 раз): 1993, 1994, 1995, 2000, 2003, 2004, 2005, 2007
- Кубок Европы (2 раза): 1995, 1999
- Суперкубок Италии (4 раза): 1997, 2001, 2002, 2006
- Кубок Европейских Чемпионов Финалист (2 раза): 1993, 2003

## Известные игроки
- Марк Олбердинг
- Кайл Мэйси
- Винни Дель Негро
- Тони Кукоч
- Стефано Рускони
- Денис Марконато
- Желько Ребрача
- Джефф Шеппард
- Маркус Браун
- Боштян Нахбар
- Хорхе Гарбахоса
- Николоз Цкитишвили
- Сергей Чикалкин
- Траджан Лэнгдон
- Андреа Барньяни
- Рамунас Шишкаускас
- Дрю Николас
- Никос Зисис
- Попс Менса-Бонсу
- Донатас Мотеюнас
- Галь Мекель
- Итуан Мур
- Брайан Скалабрини